# روفیگالول
روفیگالول (به انگلیسی: Rufigallol) یک ترکیب شیمیایی با شناسه پاب‌کم ۶۵۷۳۷ است.